# Magnétophone
 (février 2013).
Si vous disposez d'ouvrages ou d'articles de référence ou si vous connaissez des sites web de qualité traitant du thème abordé ici, merci de compléter l'article en donnant les références utiles à sa vérifiabilité et en les liant à la section « Notes et références ».
Pour les articles homonymes, voir magnétophone (homonymie).
Un magnétophone est un appareil permettant d'enregistrer des sons sur une bande magnétique qui peut être enroulée dans une bobine ou une cassette.
Le nom Magnetophon était originellement une marque déposée par AEG (Telefunken) et IG Farben et désignait les seuls « enregistreurs à ruban ». Ce terme est passé dans le langage courant, devenant une sorte de nom commun.
Le principe est de polariser grâce à un électroaimant (tête magnétique), les particules métalliques magnétiques d'un support souple en ruban, défilant à vitesse constante sur la tête.

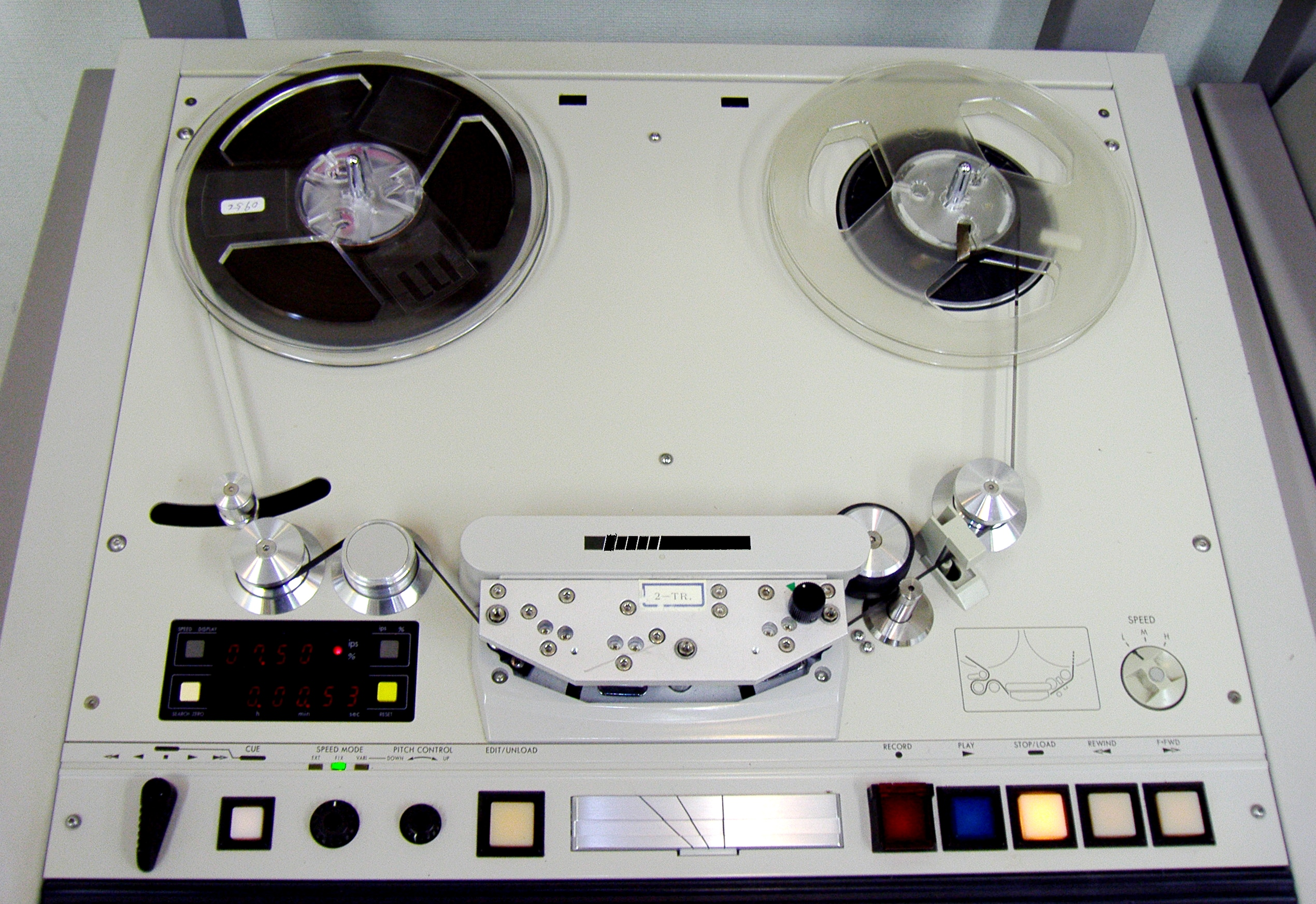
Magnétophone classique à bande en bobine.

## Historique
L'enregistrement magnétique a été imaginé dès 1877 par l'ingénieur américain Oberlin Smith (en). Les premières expériences pratiques remontent au Telegraphone de l'ingénieur danois Valdemar Poulsen en 1898.  Quatre périodes marquent l'évolution de ces techniques : mécanique, électromécanique, magnétique et enfin électronique.

### Mécanique
Dans une première période, les enregistreurs ne sont pas magnétiques, mais mécaniques; il est simplement procédé à une déformation d’un support matériel, l’énergie acoustique transformée en énergie mécanique servant directement à la gravure. À cette époque, le procédé n’était envisagé que comme un remplaçant de la sténographie, donc destiné par ses inventeurs à sauvegarder les textes et les discours politiques.
En 1857, Édouard-Léon Scott de Martinville avait ainsi imaginé le phonautographe, appareil enregistrant des vibrations acoustiques sur du papier recouvert de noir de fumée.

#### Phonographe à cylindre
En 1877 la sauvegarde du son s’opère par déformation permanente d’un support matériel. Elle en permet alors sa restitution. Charles Cros (qui décrivit le principe) et Thomas Alva Edison (qui le mit en œuvre) mettent au point respectivement le paléophone et le phonographe qui utilisent des rouleaux recouverts de cire.

#### Gramophone à disque
Dix ans plus tard, en 1887, Emile Berliner, technicien américain d'origine allemande, réussit à mettre au point le gramophone (où il remplace les rouleaux par un disque) et apporte ainsi une nette amélioration à l’idée de Charles Cros.

### Électrique
L’enregistrement devient électrique. L’énergie acoustique est d’abord transformée en énergie électrique maniable et susceptible d’amplification afin d’actionner le burin graveur avec plus de sensibilité et de précision.
En 1920 pour réaliser le premier enregistrement électrique du son (Electrical recording ou Orthophonic recording), Lionel Guest et H. O. Merriman utilisent un amplificateur avec triode permettant la gravure. En 1925 des travaux analogues furent entrepris aux Bell Laboratories par J.P. Maxfield et H. C. Harrisson.

### Magnétique
Grâce à l’unification par Maxwell et Ampère, vers 1820, des lois de l’électricité et du magnétisme dans les théories électromagnétiques, et grâce à la découverte par Heinrich Hertz de ces mêmes ondes électromagnétiques en 1887, l’enregistrement a pu devenir magnétique grâce à la conservation d’une aimantation rémanente proportionnelle à l’intensité du champ électrique de l’électro-aimant, même après suppression de ce champ.

#### Télégraphone à fil magnétique
Dès 1888, l'américain Oberlin Smith propose un procédé permettant d'enregistrer les sons en magnétisant un fil de fer. L'enregistrement se fait en plaçant une pile électrique entre le microphone téléphonique et la tête magnétique. La lecture se fait en raccordant un écouteur téléphonique directement à la tête magnétique. À ce jour[Quand ?], aucune machine construite par Oberlin Smith n'est parvenue jusqu'à nous.
Ce n'est qu'en 1898 que Valdemar Poulsen construit son Télégraphone, machine capable d'enregistrer les sons sur fil de fer souple, sur disque de fer et sur bande de fer souple. Ces trois versions seront construites par la société Mix & Genest, qui se désintéressera rapidement du projet. Le télégraphone connaît un certain succès en Amérique où il est construit et commercialisé par l'American Télégraphone Company.
Bien que la machine fonctionne relativement bien au regard de sa simplicité, il n'offre pas une qualité d'enregistrement suffisante et se limite à la diction. La société allemande Max Kohl le perfectionne en 1921 en y ajoutant un amplificateur très rudimentaire utilisant une lampe triode: l'enregistrement se fait sur disque magnétique. Quelques années plus tard, une version améliorée voit le jour en Amérique: le Record-O-Phone, auquel un amplificateur à lampes peut être joint pour une meilleure audition.

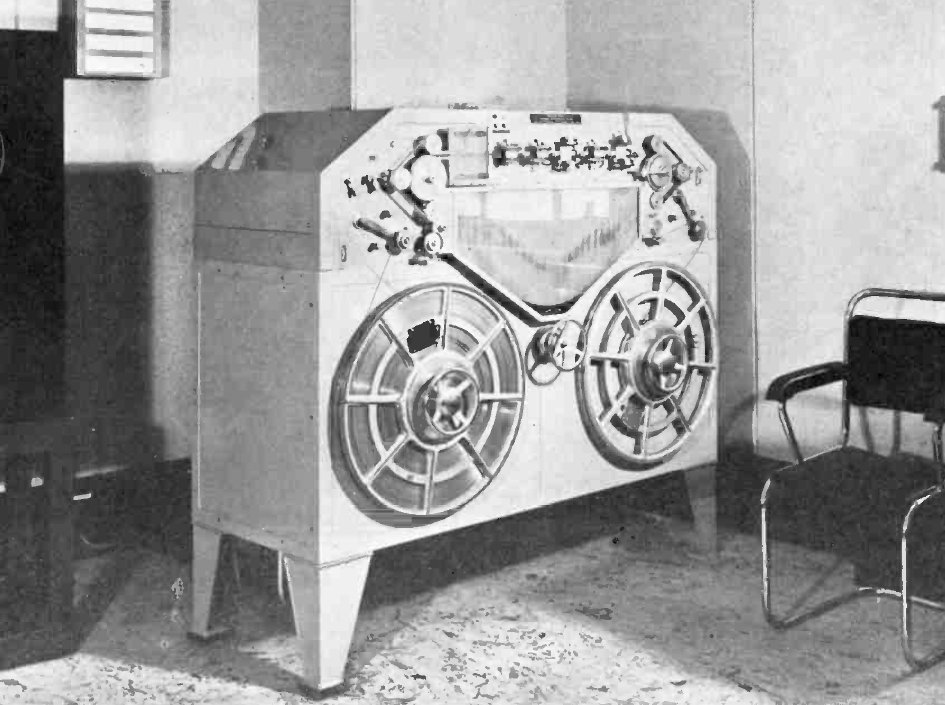
Un magnétophone à fil magnétique dans les studios de la BBC en 1937.

#### Magnétophone à bandes magnétiques
En 1928, l'Allemand Karl Stille améliore le télégraphone et appelle son appareil le « magnétophone ». La qualité sonore est améliorée en 1928, lorsque Fritz Pfleumer remplace le fil d’acier par une bande magnétique en papier kraft. Il travaillait dans une société de fabrication de cigarettes, il met au point une bande de papier fin recouverte de poudre de fer. Sa machine utilise un amplificateur à lampes et la firme AEG rachète le brevet en 1930. AEG entame alors un vaste programme de recherches et de développement concernant les têtes magnétiques, les mécanismes de transport de la bande et les amplificateurs, afin de perfectionner son Magnétophone. Parallèlement, les travaux de mise au point de la bande magnétique sont menés aux usines de l'IG Farben à Ludwigshafen (aujourd'hui BASF).
Au début, les bandes sont en papier. Elles mesurent 5 mm de large et défilent à 1 m/s. La qualité est encore médiocre et les ruptures sont courantes. En 1932, AEG élargit la bande à 6,5 mm et décide de travailler sur un nouveau support plus résistant: les premières bandes à base d'acétate voient le jour en 1934. Elles sont recouvertes de carbonyle (Carbonyl Iron). La taille des particules ne permet pas des enregistrements de qualité, et la prémagnétisation à courant continu rend le support très peu linéaire. Les quelques enregistrements musicaux sont d'une qualité désastreuse.
IG Farben perfectionne la bande en 1936 en remplaçant le carbonyle par l'oxyde de fer Fe2O3 de couleur noire. La vitesse de défilement est réduite à 77 cm/s (que les américains arrondiront en 1945 à 30 pouces par seconde, soit 76,2 cm/s). Ce n'est qu'en 1939 que l'oxyde de fer brun Fe2O3 sera utilisé pour une meilleure qualité sonore. La haute fidélité ne sera possible qu'en 1941 avec l'utilisation de la prémagnétisation à haute fréquence (bien que découverte dans les années 1920, elle restera ignorée jusqu'à ce qu'un Magnétophone produise des enregistrements de qualité inégalée : le circuit de prémagnétisation à courant continu s'était mis à osciller...).
Adolf Hitler et ses proches feront grand usage du magnétophone pour leurs discours radiophoniques : les discours publics comme ceux du Reichstag étaient systématiquement enregistrés. D'autres étaient enregistrés au préalable et diffusés depuis les studios après que l'orateur eut quitté les lieux, déjouant ainsi tout attentat. La qualité des radios à modulation d'amplitude de l'époque (bande passante de 4 500 Hz) rendait indiscernable le son du magnétophone de celui du direct.

#### Premiers concerts classiques enregistrés
Dès 1939, AEG travaille sur une tête à deux entrefers permettant d'enregistrer deux pistes sur la même bande. Au départ, ce n'est que pour enregistrer le même signal en push-pull, mais cette méthode n'aboutit pas. Les premiers enregistrements stéréophoniques sont effectués en 1942. La plupart des concerts sont enregistrés dès 1941, dont plus de 250 en stéréo. Seuls trois enregistrements stéréophoniques de 1943 et 1944 nous sont parvenus à ce jour[Quand ?].
En 1945, à Berlin, l'Armée soviétique s'empare d'environ 50 000 bandes en tout genre, dont seulement un peu plus d'un millier seront restituées à l'Allemagne en 1991. Parmi elles, on compte un certain nombre de concerts publics dirigés par Furtwängler, Karajan, Knapertsbuch, et plus de 600 bandes de lieder (Schubert, Schumann, Mahler) avec Michael Raucheisen au piano.

#### Extension au grand public

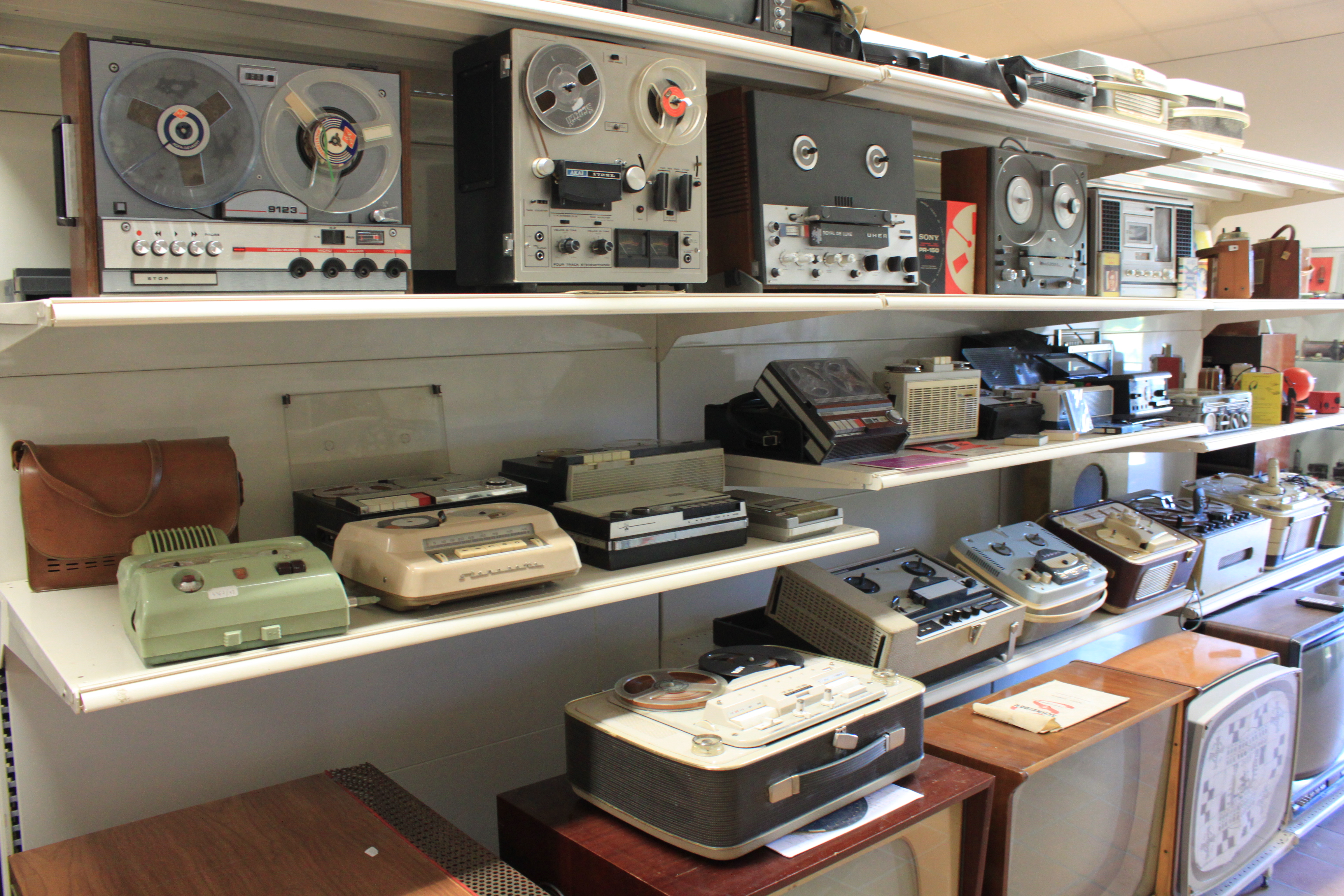
Collection de magnétophones au Musée de l'électricité de Bourgogne

L'enregistrement sur bande se généralise dès 1946 en Amérique où Bing Crosby fait monter ses shows sur bande avant gravure sur disque de diffusion. La firme Ampex, fondée en 1944, dominera le marché durant plusieurs décennies. Le premier magnétophone vendu au public en 1947 est le Soundmirror BK-401 de la firme Brush Development Company, qui fabrique aussi ses propres bandes, au départ en papier, puis à base de plastique. Scotch/3M se lance dans la bande magnétique dès 1948 avec la bande Type 100 (papier) suivie de la 101 (plastique).

#### Prémices du magnétoscope
Dès 1950, les Américains travaillent sur un procédé d'enregistrement de l'image télévisée sur bande. Le système VERA est fonctionnel, mais bien trop gourmand en bande. C'est Ampex qui fabriquera le premier magnétoscope à bande 2 pouces (système quadruplex). La machine sera fonctionnelle dès 1956 et enregistrera même en couleur dès 1957.
L'industrie phonographique utilise aussi le magnétophone pour remplacer les galettes de cire qui ne permettaient aucun montage. Les firmes Deutsche Grammophon et Telefunken seront les premières à utiliser les magnétophones AEG pour l'enregistrement de leurs disques 78 tours puis microsillons par la suite.
La France commence à utiliser les magnétophones à bandes pour la radio en 1948 et les magnétophones commencent à séduire le public dès le début des années 1950.

#### Nagra portable à manivelle
En 1951, le Nagra I, à lampes miniatures et remontage à manivelle, est le premier magnétophone à bande magnétique 1/4 de pouce de très petite dimension (30 × 18 × 10 cm) et révolutionne l'enregistrement du reportage radiophonique. Le Nagra monte au plus haut en accompagnant une expédition sur l'Everest et s'enfonce dans les profondeurs avec le bathyscaphe du professeur Piccard.
Durant les premières années, les amateurs utilisèrent leur magnétophone davantage pour s'enregistrer en famille que pour enregistrer un disque ou la radio (ce que faisaient parfois les novices par microphone devant le haut-parleur avec très peu de fidélité du son, les postes à lampes disposant de peu de prises de connexion à un magnétophone).

## Fonctionnement

### Description

#### Dispositif
Un magnétophone, à bobines comme à cassettes, disposait d'un dispositif central dans lequel on faisait passer la bande, à partir de la bobine émettrice, constitué d'un guide gauche, une tête d'effacement des éventuels enregistrements précédents, une tête d'enregistrement, une tête de lecture (ou une seule tête d'enregistrement/lecture), un ensemble d’entraînement effectué par le cabestan d'un côté, un galet en caoutchouc effectuant la pression de l'autre, et un guide droit, avant de rejoindre la bobine réceptrice.
Chacune des deux bobines était maintenue par une petite broche centrale munie de trois ergots en triangle, disposée sur un petit plateau circulaire de maintien horizontal, (contrairement à un disque 78 tours ou microsillon, dont l'ergot cylindrique centralisateur et la simple adhérence et poids (excepté les disques souples) sur le revêtement non lisse du plateau suffisait), permettant d'assurer la rotation de la bobine réceptrice, la vitesse de la bande étant régulée par celle du cabestan, ainsi que celle de l'émettrice et de la réceptrice pour l'embobinage ou le rembobinage rapides.
Pour bien faire passer le côté magnétique de la bande du côté des têtes, et non l'inverse, les bandes étant marron sur les deux faces (couleur de l'oxyde de fer), puis marron foncé dans les années 1970, la seule possibilité de repérage était l'aspect dépoli côté magnétisme, et brillant de l'autre côté.
Pour maintenir une tension suffisante de la bande sur les bobines gauche et droite, émettrice et réceptrice, un moteur entraînait sans forcer la bobine réceptrice à une vitesse légèrement supérieure à celle maximale de rotation, ainsi que l'émettrice en légère rotation arrière.

#### Diamètre des bobines
Les bobines étaient en plastique ou en métal, et semblables à celles de projecteurs de cinéma 8 mm. Les diamètres les plus courants étaient 8 cm (dictaphones et matériel mobile portable), 13 cm (matériel mobile portable), 15 cm et 18 cm (matériel domestique) et 27,5 cm (matériel professionnel). La durée typique d'une bobine de 13 cm de diamètre était de 1 heure.
Les magnétophones amateurs étaient placés horizontalement, au départ avec des bobines de 13 cm, puis allant jusqu'à 18 cm à partir des années 1960, puis souvent verticalement à partir des années 1980, avec des bobines de 26 cm, plus faciles à manipuler ainsi.
Les premiers appareils furent à lampes, en monophonie deux fois une piste, puis stéréophoniques, et progressivement « transistorisés » sur plaquettes de circuits imprimés. 

#### Réglage des têtes magnétiques
Le positionnement des têtes était réglé et calibré en usine pour être parfaitement rectiligne, mais il arrivait souvent sur les magnétos amateurs qu'il y ait un décalage angulaire entre l'enregistrement d'origine et la lecture, donnant un signal « oblique », et surtout un déphasage entre les deux signaux stéréo, donnant un écrêtage et distorsion, surtout s'ils étaient monophonisés ensuite, apparaissant en premier par une perte d'aiguës (mais qui pouvait être compensé par une vis de réglage, que l'on ajustait à l'oreille sur la finesse des aiguës).

### Prises de branchement
Les magnétophones à bandes puis à cassettes, possédaient dès le départ, plusieurs prises de raccordement par câbles blindés (vendus en magasin, mais aussi en kit soudables par l'opérateur) :
- une prise de branchement d'un microphone, DIN 2 broches (signal + masse), puis 3 broches (microphone double stéréo), puis jack grand format depuis les années 1980 ;
- une prise de raccordement à une chaîne hifi ou autre appareil compatible, en entrée/sortie (enregistrement ou lecture), DIN 3 broches mono puis DIN 5 broches stéréo, puis 4 RCA américaines depuis les années 1980 ;
- une prise d'écoute de contrôle sur casque, jack grand format ou petit format.

Le passage de DIN vers RCA dans les années 1980, introduit une différence de compatibilité d'impédance, l'enregistrement devenant plus faible, et une mise aux normes des appareils fut nécessaire par l'opérateur.

### Réglage de l'enregistrement
Le volume d'enregistrement était réglé par un bouton, puis pour certains magnétophones un potentiomètre à curseur ou rotatif, associé à un galvanomètre de contrôle appelé « vu-mètre » :
- enregistrées au-dessus d'un certain volume, les particules d'oxyde magnétique ne pouvaient plus dévier davantage, et saturaient. Cette saturation peut d'ailleurs aussi exister sur un microsillon, la largeur du sillon étant limitée, ainsi que sur un CDR ou mini-disque ;
- enregistré à volume trop faible, il nécessitait de « pousser » le volume de lecture, ce qui amplifiait aussi le souffle de bande.

Les premiers magnétophones amateurs, indiquaient le volume enregistré sur la bande en utilisant, jusque vers 1965, comme pour les postes à lampes, un « œil magique », qui se rétractait plus ou moins, jusqu'à disparaître complètement à saturation (l'enregistrement au volume optimal étant à la limite de rétractation).
Les appareils professionnels, tout comme les modèles amateurs suivants, utilisaient pour les canaux gauche et droite, deux galvanomètres à aiguille, utilisant une zone verte, une «zone de meilleure efficacité » jaune (meilleur rapport signal sur bruit), et une zone rouge indiquant la saturation de l'enregistrement du magnétisme des bandes.
Jusque dans les années 1970, seul le volume d'enregistrement était indiqué par les galvanomètres, puis dans les années 1980 ils affichèrent également le volume enregistré au moment de la lecture.
Quelques appareils utilisèrent, mode oblige, des indicateurs à « leds » à partir des années 1990.

### Suppression des clocs et du ronflement
Parmi les autres améliorations, également celui des bruits de commutations appelés familièrement « clocs » parasites d'une fraction de seconde, provoqués par l'allumage et la coupure des micros notamment dans les studios de radiodiffusion, très nets sur les directs mais atténués par l'ajout de condensateurs, ou sur les premiers magnétos à bobines (et à cassettes) jusqu'au début des années 1960. Occasionnés également au départ et à l'arrêt de l'enregistrement, audibles en lecture, par le pressage subit de la tête magnétique et de la réaction des circuits électroniques, puis éventuellement du même arrêt subit (sauf si l'on utilisait la touche « pause », plutôt que « stop »), que les constructeurs réussirent à atténuer, puis faire disparaître complètement au fil des années sur tous les magnétophones.
L'éventuel léger petit « ronflement » du secteur en fond sonore dans les 50 Hz, en enregistrement et/ou lecture, dû aux lampes des magnétophones des années 1950 (tout comme sur les postes à lampes), disparut avec la transistorisation et les progrès des « filtres » de fréquences basses.

### Durées d'enregistrement et lecture

#### Selon l'épaisseur de la bande
À partir de l'épaisseur « Standard » des bandes, la qualité des supports permit de réduire progressivement cette épaisseur, afin de proposer à partir des années 1960, des durées jusqu'à quatre fois plus importantes que celles d'origine pour une même vitesse d'enregistrement (ce qui fut également ensuite le cas des cassettes, allant de la C30 (deux fois 15 min) à la C180 (deux fois 90 min)).
À une vitesse de 19 cm/s (7,5"/s), dite « rapide » à l'époque par les « amateurs », sur une bobine de 18 cm, sur le total des deux sens d'enregistrement et en stéréophonie, les durées (telles qu'indiquées sur les boîtes de logement), étaient d'environ :
- durée « standard » (360 m) : 1 heure ;
- « longue » durée (540 m) : 1 heure 30 ;
- « double » durée (720 m) : 2 heures ;
- « triple » durée (1 080 m) : 3 heures ;
- « quadruple » durée (1 440 m) : 4 heures.

#### Selon la vitesse de défilement
Ces durées étant également inversement proportionnelles à la vitesse de défilement, et proportionnelles à la longueur de bande, donc au carré du diamètre de la bobine (moins le diamètre à peu près proportionnel du moyeu central), elles deviennent, par rapport à 19 cm/s (7,5"/s) (vitesse « rapide ») :
- multipliées par 2 à 9,5 cm/s (3,75"/s) (vitesse « moyenne ») ;
- multipliées par 4 à 4,75 cm/s (1,87"/s) (vitesse « lente ») ;
- divisées par 2 à 38 cm/s (15"/s) (vitesse « professionnelle ») ;
- multipliées par 8 à 2,37 cm/s (0,94"/s) (adopté sur les portables Uher (en) pour les conférences).

#### Selon le diamètre des bobines
De même ces durées pouvaient être par rapport à une bobine de 18 cm :
- multipliées par 2 pour une bobine de 26 cm ;
- divisées par 1,5 pour une bobine de 15 cm ;
- divisées par 2 pour une bobine de 13 cm.

#### Monophonique ou stéréophonique
Sur les magnétophones stéréo 4 pistes (deux sens de lecture), les enregistrements effectués en simple monophonie pouvaient, en étant enregistrés sur chacune des pistes, multiplier par deux la durée.
Les bandes pouvaient être retournées en fin d'enregistrement pour assurer une seconde session (certains magnétophones étaient même auto-reverse en fin de bande). Les mêmes bandes étaient utilisées pour les enregistrements pleine piste, 2 pistes et 4 pistes, mais les enregistrements n'étaient évidemment pas compatibles :
- l'une des pistes enregistrée sur un magnétophone 2 pistes était lue plus faiblement sur un 4 pistes ;
- inversement, un magnétophone 2 pistes lisant un enregistrement effectué sur un 4 pistes donnait un résultat inaudible, composé du mélange des deux pistes à l'endroit et des deux autres pistes du morceau adjacent à l'envers, à moins que seules 2 pistes sur 4 aient été enregistrées au départ.

#### Avantages et inconvénients des longues durées
Lorsque les durées sont augmentées, celles-ci bénéficient d'avantages certains :
- gain de la durée d'enregistrement sur un même support, associé à un gain de place ;
- obligation de changer de face ou bobine moins fréquent ;
- temps de rembobinage réduit pour rechercher un enregistrement effectué à plus faible vitesse ;
- encrassage magnétique et usure de frottement moins rapide des têtes à petite vitesse,

mais possèdent en contrepartie plusieurs inconvénients :
Pour les bandes de plus longues durées :
- plus la bande est fine, plus elle est fragile, augmentant les risques de rupture, de torsion et d’emmêlement, surtout lors des embobinages ou rembobinages rapides ;
- en dessous d'une certaine épaisseur, obligation de réduire un peu à la fabrication la couche magnétique, entraînant la réduction du spectre des basses « profondes » (20 à 60 Hz) ;
- prix d'achat proportionnellement plus important, ces bandes étant plus difficiles à fabriquer ;
- un pleurage sur certains magnétos en fin de bande à vitesse « rapide », dû à un « patinage » entre cabestan et galet sur une bande trop fine polyester, ne parvenant plus à compenser l'inertie d'une bobine émettrice à petit moyeu central, presque vide et devant tourner d'autant plus rapidement.

Pour les enregistrements à plus faible vitesse (surtout à 4,75 cm/s) :
- perte de fidélité dans les aiguës les plus fines (10 à 16 kHz) (laissant mieux la place au souffle ou bruit « blanc » de la bande) ;
- pleurage dû au « glissement » de la bande entre le galet et le fin cabestan ;
- en cas d'azimutage non rectiligne de la tête d'enregistrement/lecture, multiplication par deux ou quatre de l'écrêtage, voire de la distorsion dans les aiguës, d'un magnéto à l'autre.

#### Cas des magnétophones professionnels
Les magnétophones professionnels, pour les enregistrements notamment reportés sur disques ou pour diffuser dans les concerts publics, étaient de qualité optimale :
- « pleine piste » pour un enregistrement monophonique ou « 2 pistes » pour un enregistrement stéréo, et utilisant même des bandes beaucoup plus larges pour effectuer les montages au départ « muti-pistes » avant de passer « Stéréo », sur la largeur entière de la bande (non retournable, celle-ci ayant donné dans ce cas la musique ou les paroles à l'envers…), bien sûr d'épaisseur « standard » ;
- enregistrement à grande vitesse : 38 cm/s (15"/s), voire 76 cm/s (30"/s) ;
- bobines « ouvertes » côté supérieur (n'ayant pas besoin d'être retournées), pour réduire au maximum l'éventuel bruit et électricité statique de frottement de la bande ;
- azimutage parfaitement ajusté en phase de 3 têtes séparées : enregistrement, lecture, effacement[5].

La qualité des bandes et appareils s'améliora au fil des années, et un enregistrement « correct » à 9,5 cm/s et médiocre à 4,75 cm/s dans les années 1960, devint à 9,5 cm/s presque aussi bon qu'à 19 cm/s et correct à 4,75 cm/s dans les années 1980. Les enregistrements amateurs, surtout effectués avec des bandes ou cassettes au fer « bon marché » (et sans dolby), s'accompagnaient d'une légère perte d’aiguës, cette perte s'additionnant à chaque éventuel report, que l'on compensait en accentuant les aiguës à l'écoute, mais aussi le souffle.
Les professionnels utilisaient d'ailleurs le plus souvent les magnétophones à bandes, plutôt que les cassettes.

### Technique des bandes

#### Composition
Les bandes magnétiques ont eu historiquement deux supports :
- acétate : cette bande était bon marché à fabriquer, mais supportait très mal les contraintes mécaniques (arrêt brusque, par exemple), et obligeait à introduire dans les magnétophones des mécanismes délicats de régulation de tension de bande. Le risque de rupture des bandes restait important si on utilisait des bobines émettrice et réceptrice de taille différente (à cause de l'inertie différente des bobines) ;
- polyester : plus onéreux à l'achat, il avait une résistance mécanique bien meilleure et finit dans les années 1970 par détrôner complètement l'acétate, reléguée à l'établissement des seuls enregistrements « jetables ».

Maxell produisit vers 1985 quelques bandes magnétiques 26 cm au « chrome » pour une meilleure qualité d'aiguës, mais beaucoup plus chères qu'au fer, et les magnétophones à bandes possédant ce réglage, étaient, contrairement aux magnétos cassettes, très rares et non compatibles.

#### Comparaison avec les cassettes
Les magnétophones à cassettes adoptèrent dès le départ, la vitesse standardisée de 4,75 cm/s, utilisant de plus, des bandes environ deux fois plus étroites et deux fois plus fines, donc encore moins fidèles théoriquement en qualité, pour réussir à être incorporées dans ces « mini-boitiers », mais la technique avait déjà progressé depuis, et continua par suite de progresser avec l'amélioration des aiguës par les bandes dites « Chrome » puis « Métal », et la réduction du souffle par les systèmes « Dolby » B, C puis S)
Certaines cassettes plus grandes furent d'ailleurs fabriquées durant quelques années, avec la largeur et épaisseur d'une bande de bobines et une vitesse de 9,5 cm/s pour une meilleure fidélité du son (vitesse utilisée aussi par commodité sur certains magnétocassettes standards), mais le format des cassettes « standard », plus pratique, moins encombrant et de plus grande capacité d'enregistrement, était en constante amélioration, et donc devenu bien trop engagé depuis de trop nombreuses années commercialement pour que ces cassettes soient suffisamment intéressantes, de plus, elles n'étaient en qualité et durée, que l'équivalent, plus pratique d'utilisation, mais plus encombrant, d'une bobine de 8 cm.
Les « quadruples durées » (tout comme les cassettes C180), trop fragiles ne furent fabriquées que quelques années, et même les triples durées (de même que les cassettes C120 ensuite) ne furent pas conseillées, sauf si nécessité pour les besoins de diffusion par exemple.

### Entretien des têtes magnétiques
Les bandes magnétiques s'usaient toujours un peu au passage des têtes, déposant une faible couche d'oxyde sur celles-ci, nécessitant un nettoyage régulier périodique des têtes avec un chiffon ou coton tige imbibé d'alcool ou d'un produit solvant approprié inoffensif, faute de quoi l'oxyde faisait écran amenant à une perte progressive d'aiguës.
Il était parfois nécessaire de nettoyer aussi les pièces mécaniques maîtresses comme le cabestan et le galet pouvant aussi être recouverts d'oxyde perturbant la vitesse.

#### Pertes de fidélité
Autre petit défaut fréquent, un « grincement » aigu dû au frottement des bandes anciennes entrant en « résonance » sur les guides métalliques, celui-ci apparaissant moins sur guides en plastique des cassettes dont certaines bon marché grinçaient aussi parfois à l'embobinage.
Lorsque les têtes étaient un peu décalées en réglage « profondeur », voire que la bande se déformait un peu avec le temps, ce léger décalage risquait d'apparaître à l'écoute entre les pistes, la piste centrale arrière débordant se rajoutant sous forme de « fading » où l'on entendait légèrement les basses à l'envers se superposant aux pistes désirées qui elles devenaient un peu plus faibles à l'écoute.

### Conservation des bandes
Avec le temps, les bandes anciennes ou même trop réutilisées, même si stockées dans de bonnes conditions de température et d'hygrométrie, et à l'abri de la lumière, sont devenues cassantes, l'oxyde finissant par se décrépir, devenir collant d'un enroulement au suivant (voire polluant et poison), aboutissant parfois à une irrégularité du volume du son, puis une perte définitive des aiguës.

#### Archives de l'INA et rééditions de disques
L'INA soucieux de conserver des archives précieuses témoignant des époques précédentes, sauvegarda pour cette raison (comme il le fit pour les films, surtout ceux dits « flamme » en celluloïd), en les reportant sur des supports de plus en plus modernes.
Les rééditions sur CD d'anciens enregistrements depuis les années 1950 reprennent si possible les bandes d'origine (à défaut de plus en plus, les microsillons), en les « remasterisant » informatiquement, heureusement ces bandes professionnelles étaient à l'origine d'excellente qualité, puis soigneusement conservées

### Bande amorce et d'arrêt de début et fin de bande
Dès les années 1960, les bandes furent précédées et suivies à chacune de leurs extrémités, d'une bande amorce en plastique dépoli de longueur environ 60 cm (souvent verte et rouge pour repérer les faces sans les intervertir), suivie d'une petite bande métallique de 4 cm, collée sur cette bande amorce précédant la bande magnétique.
Outre l'avantage d'être plus épaisse pour l'introduire dans la bobine réceptrice, elle permettait de commencer le premier morceau et terminer le dernier plus précisément.
Les magnétophones furent alors équipés d'un dispositif « stop » automatique, qui au passage de la bande métallique, arrêtait l'ensemble, évitant qu’une fois la bande entièrement terminée, la bobine réceptrice et éventuellement celle émettrice en sens arrière ne se mettent à tourner dans le vide à grande vitesse, ce qui arrivait fréquemment auparavant en cas de non surveillance de l'opérateur.
Comme pour les cassettes, lorsqu'il ne restait à vue d’œil plus suffisamment de bande sur la bobine émettrice pour enregistrer un dernier nouveau morceau, l'opérateur soit le laissait couper « net », soit le « shuntait progressivement en « fading decrescendo », soit préférait laisser un « blanc » s'il ne voulait pas de morceau coupé (choix le plus « propre »).
Par la suite, l’auto-reverse permit la continuation du morceau en entier, mais avec tout de même une mini-coupure d'une fraction de seconde.
Des kits de montage, possédant deux rouleaux de bandes amorces vert et rouge, un rouleau de bande métallique d'arrêt, un rouleau d'adhésif de raccordement, un guide en plastique et un cutter étaient vendus fréquemment pour les amateurs.

### Montages des bandes

#### Coupages et collages
Il était fréquent d'effectuer des « montages » entièrement « manuels » (à l'instar de ceux effectués pour les pellicules de films), en « marquant » d'un repère sur la bande au crayon gras l'endroit précis du raccordement, suivi d'un découpage minutieux en « biseau », jointure des deux extrémités, la jonction (le support étant nettement plus mince et souple qu'une pellicule de film qui utilisait une colle spéciale séchée par chauffage) s'effectuant par un adhésif longitudinal de 4 cm environ.
Ce collage était aussi bien sûr utilisé en cas de rupture de la bande, fréquent sur celles en « acétate », cassant beaucoup plus facilement, surtout au cours du temps avec la chaleur.
Par contre, les montages sont devenus pratiquement impossibles sur les cassettes, trop fines et petites, les montages par « report » d'enregistrement avec très peu de perte de qualité devenant préférables dès les années 1980.
La dissociation des deux pistes (quatre avec chaque côté de bande) en mono séparées, ainsi que donc le procédé Multiplay, bien que réalisable, n'exista pas non plus sur les magnétos cassettes.
Tous ces montages sont devenus extrêmement faciles depuis quelques années, avec l'apparition du numérique et de l'informatique, par le moyen de logiciels de montage des plus complets et pratiques, dont de nombreux accessibles aux amateurs

### Possibilités d'enregistrement et truquages

#### Repérage des plages à vitesse rapide
Il était fréquent de repérer une séquence ou morceau de musique, à grande vitesse, sur les magnétophones restant en lecture (certes très aiguë) lors de l'embobinage avant ou arrière (option qui fut proposée également en mode « Cue » sur les magnétos cassettes).

#### Octave supérieur à vitesse double
Il était aussi possible de « jongler » avec les vitesses, un enregistrement effectué à vitesse double prenant une fréquence double, donc située musicalement une octave au-dessus, et inversement à vitesse moitié, permettant ainsi certains « truquages » dans les sonorités d'instruments (ce qui était possible aussi en modifiant les vitesses de tourne-disques, mais celles-ci n'avaient pas ce rapport de « 2 », sauf entre 33 t 1/3 et 16 t 2/3 (une octave), et proche de 4/3 entre 45 t et 33 t 1/3 (une quarte)).
Beaucoup d'amateurs s'amusèrent ainsi à se réécouter parler ou chanter en famille, ayant comme une voix rapide de « souris » à double vitesse, ou lente « d'ours » à demi-vitesse.
Des annonces répétitives (effectuées aujourd'hui informatiquement ou sur CD), pouvaient être aussi réalisées mécaniquement en faisant tourner une très courte bande en boucle autour de l'ensemble de lecture (des cassettes spéciales de ce type furent aussi fabriquées).

#### Superposition enRerecording Multiplay
La technique « Multiplay », disponible sur certains magnétophones « modernes » tels sur le magnétophone Grundig dès 1967, permettait en outre :
- de s'enregistrer en mono avec un instrument ou une voix sur la piste 1 ;
- puis de reporter celle-ci sur la piste 2 en rajoutant un instrument ;
- puis refaire de même avec un autre instrument ou voix sur la piste 1, et ainsi de suite,

pouvant aller jusqu'à l'équivalent d'un important orchestre ou chorale effectué par seulement une ou quelques personnes (ce qui est proposé actuellement aussi sur les synthétiseurs).

#### Écho et réverbération
Dans les années 1980, si la tête de lecture était en « aval » de celle d'enregistrement, la lecture presque simultanée (dite « Cue »), était possible durant l'enregistrement, permettant de vérifier directement le résultat de celui-ci.
Le mode « écho/réverbération » s'en adjoignit, avec un décalage plus ou moins important selon la distance entre les deux têtes d'enregistrement et de lecture et la vitesse.
Certaines rééditions sur microsillons d'anciens disques monophoniques, même 78 tours, comme chez Pathé, utilisèrent ce procédé, au cours des années 1970, recréant ainsi un relief de « fausse stéréo », mais celui-ci trop artificiel et dégradant un peu le son « naturel », une vraie bonne « mono » fut réadoptée ensuite.

## Principaux fabricants

### Enregistrement domestique et pédagogique

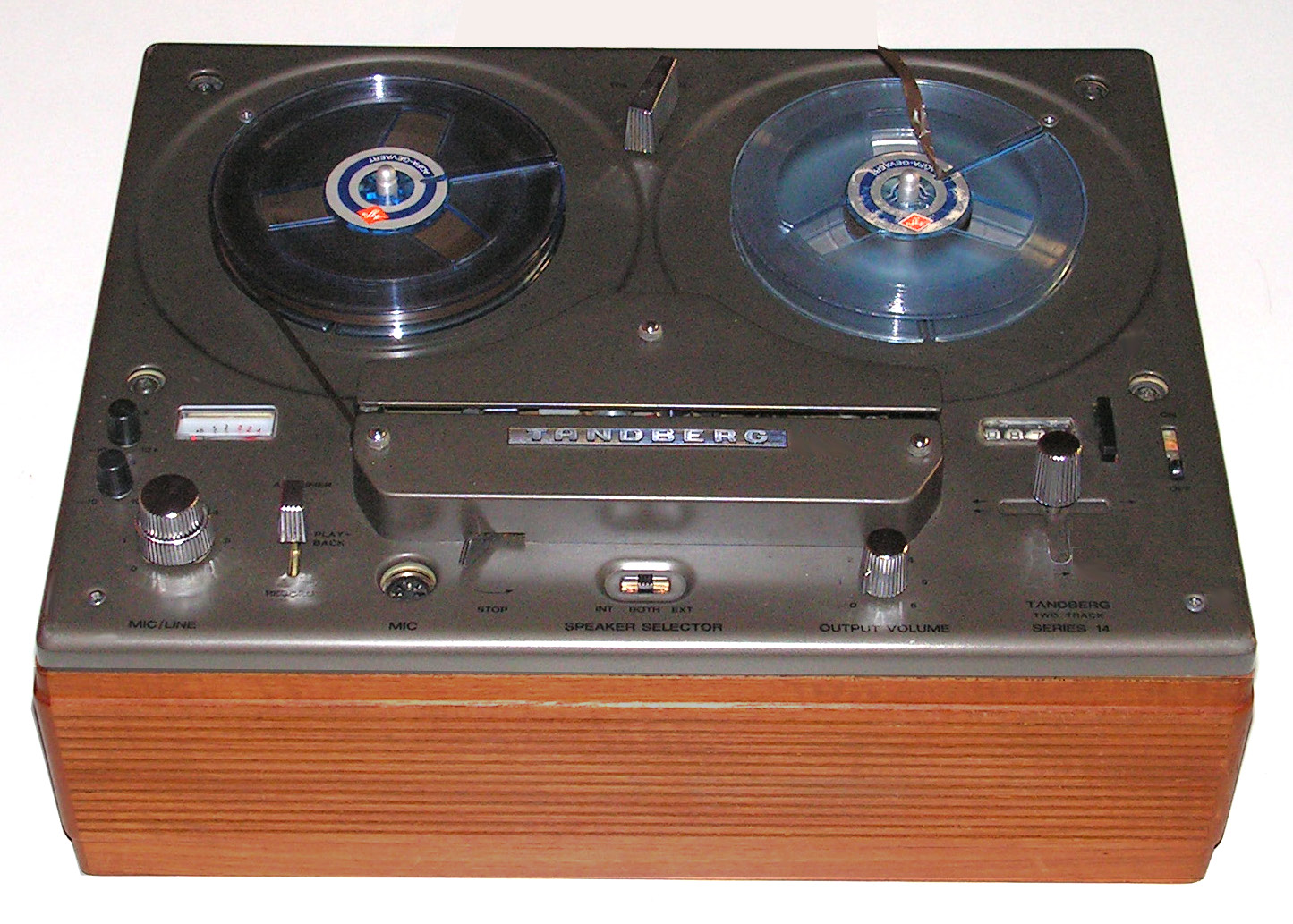
Magnétophone Tandberg.

Magnétophone Revox.

Dans les années 1950, nombre de particuliers et enseignants découvrent les mille et une possibilités des enregistreurs magnétiques :
- spécifiques dans l'usage pédagogique d'apprentissage des langues, de la dictée, la danse et de la musique ;
- privé amateur, pour enregistrer la radio, des disques, la famille ou sonoriser le montage de leurs diapositives ou films amateurs.

Le marché est alors dominé par les marques suivantes :
- Pays-Bas : Philips (qui fabrique des magnétophones aussi en France et en Autriche) ;
- Japon : l'incontournable Sony, mais aussi TEAC, Pioneer et Akai. Apparition fugace de Dokorder dans les années 1970. Des constructeurs plus discrets comme Crown, Nivico (JVC), National essayent de s'imposer sur le marché de l'enregistreur portatif ;
- Belgique : Acec, qui avait lancé le Sonofil dans les années 1940, lance la gamme Lugavox et la série très originale Carad R62, R53, R66 et R59 ;
- Norvège : Tandberg Audio, également spécialiste des laboratoires de langues, reprend en 1970 le dispositif des têtes à champs croisés ayant contribué à la renommée d'Akai, enregistrant des bips de synchronisation par un signal ultrasonore polarisé dans une tête magnétique légèrement décalée par rapport à la tête d'enregistrement ;
- Suisse : Studer (Revox), Stellavox, Nagra ;
- Allemagne (Ouest) : Braun, SABA (en), Saja (Sander & Janzen), Maihak, Grundig, Telefunken, AEG, Uher (en) ;
- Allemagne (Est) : VEB Messgerätewerk Zwönitz ;
- Tchécoslovaquie : Tesla ;
- Pologne : Unitra.

### Enregistrement mobile portable

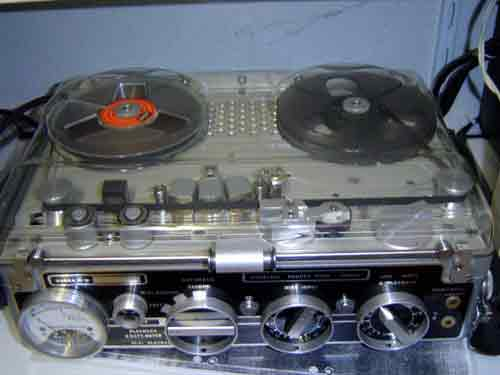
Magnétophone portable Nagra.

#### Nagra
Inventé par Stephan Kudelski, polono-suisse d'une vingtaine d'années, il devient rapidement synonyme de magnétophone portable pour tous les professionnels de l'information. La marque Nagra provient de ce mot polonais, qui signifie : « il enregistrera ».
Robuste et faisant référence en matière de qualité, le Nagra sera l'outil de base des journalistes et de la majorité des ingénieurs du son du cinéma. Ce sera également la machine de prédilection des explorateurs de l'extrême et de l'instrumentation embarquée, notamment pour la recherche aéronautique.
Les Nagra sont standardisés selon les normes des machines de studio et disposent de nombreux modules et accessoires pour des besoins spécifiques, tels que des entrées spéciales ou des dispositifs de synchronisation cinéma.

#### Uher
Dans les séries 4000, 4200 et 4400, sans chercher la robustesse du Nagra, ces matériels à bobine de 13 cm étaient très répandus chez les amateurs. Un magnétophone Uher 4200 est montré au début du film de James Bond Opération Tonnerre. Le CR124 sera le premier magnétocassette aux normes Hi-Fi DIN 45500 de l'époque. Son successeur, le CR210, acceptera les cassettes au chrome.

#### Fabricants divers
- Stellavox (en) : fabricant suisse, spécialement orienté vers l'industrie cinématographique.
- Nakamichi (en) : fabricant japonais.

### Enregistrement en studio
- France : Tolana, Bourdereau, Schlumberger / Digitec
- Allemagne : Telefunken / AEG
- Suisse : Studer / Revox
- Japon : Sony, Otari, Fostex, Tascam
- États-Unis : 3M, Ampex, MCI (en), Scully, Soundcraft
- Grande-Bretagne : Ferrograph, Brenell, Leevers-Rich

## Évolution

### Développement parallèle des magnétophones à cassettes
En 1963, la cassette lancée par Philips, plus commode à manipuler, se substituera progressivement aux bandes dans les bobines au cours des années 1970, bien que les magnétos à bandes continuèrent parallèlement durant toute l'époque des magnétocassettes, car restant toujours supérieurs techniquement en qualité, notamment pour les professionnels.
Cette miniaturisation due aux cassettes par rapport aux bobines permettra de développer de nouveaux appareils de toutes tailles allant du walkman compact à des magnétophones à cassettes sophistiqués à trois moteurs et trois têtes. Plus volumineux, le système DC soutenu par Grundig et Telefunken, ne s'imposera pas malgré sa qualité sonore au départ supérieure.
Durant les années 1970 et 1980, la cassette Philips est devenue apte à reproduire des enregistrements de haute fidélité, grâce à l'apparition :
- de bandes aux qualités magnétiques supérieures au fer, telles qu'au chrome en 1973, puis métal en 1979 ;
- des réducteurs du bruit rose de fond de la bande, essentiellement le Dolby B en 1968, puis Dolby C en 1980, le Dolby HX Pro en 1982 puis Dolby SR en 1986.

D'autres types de cassettes connurent un succès assez éphémère, tels que la cartouche 8 tracks pour les autoradios des États-Unis, à 4 x 2 pistes sur bande sans fin, mais qui se bloquait souvent, et l'Elcaset de Sony, très fidèle, munie d'une bande de 1/4" à 9,5 cm/s, mais arrivée trop tardivement en 1976 et très chère.

### Passage de l'analogique au numérique
L'arrivée du numérique dans les années 1980, d'une plus grande flexibilité, avec le compact disc puis les lecteurs à mémoire électronique interne, ont mis le magnétophone analogique en retrait, bien que les qualités d'écoute et d'enregistrement de celui-ci restent supérieures[réf. souhaitée]. En effet, la bande passante de la bande analogique peut atteindre 50 000 Hz alors que les formats numériques courants sont limités à 20 000 Hz. Cette limitation est due au fait que d'après le théorème de Shannon, il faut échantillonner à un rythme au moins deux fois plus élevé que la fréquence la plus élevée à transmettre, donc avec 20 kHz on doit échantillonner à plus de 40 kHz. La valeur standard de 44,1 kHz a été choisie.
La fin des années 1990 verra fleurir les annonces de vente à bon marché des magnétophones Studer et Revox haut de gamme, leurs possesseurs découvrant que leur PC équipé d'une carte son performante est encore plus pratique.
Les magnétophones étaient très utilisés par les professionnels du son, les plus performants permettant de traiter simultanément de nombreuses pistes, permettant de modifier l'équilibre sonore lors de la phase de mixage), et en vogue au niveau grand public dans les années 1960 à 1990 pour leur portabilité.
Les fabricants ont également abandonné les enregistreurs vidéo ou magnétoscopes et plus tard les caméscopes.

### Magnétophone à bandes numérique
Le magnétophone à bobines a lui aussi évolué et il est devenu, au début des années 1990, le magnétophone Digital Audio Tape (DAT) et le magnétophone multipiste ADAT.

#### Enregistrements de disques en studio
Le magnétophone à bandes numérique a été très utilisé par les professionnels pour enregistrer les disques du commerce à partir des années 1980 :
- les microsillons furent de plus en plus enregistrés à partir de magnétophones à bandes numériques et gravés eux-mêmes parfois à demi-vitesse pour une meilleure fidélité, notamment pour la musique classique, en portant le label DAA ou DDA (Digital-Digital-Analogique (l'analogique étant la gravure sur microsillon)) ;
- puis pour l'enregistrement sur les disques compacts, le label indiquant sur la galette et/ou le livret du CD : 
  - ADD (Analogique-Digital-Digital) : utilisation d'un magnétophone analogique pendant les séances d'enregistrement, puis numérique pour le mixage et/ou le montage et la gravure,
  - ou DDD (Digital-Digital-Digital, le meilleur de la haute fidélité) : utilisation d'un magnétophone numérique pendant les séances d'enregistrement, le mixage et/ou le montage et la gravure.

#### Données informatiques
Le même principe a été très utilisé pour l'enregistrement des données des systèmes informatiques par bits et octets, mais avec des bandes très différentes : 
- celles utilisées pour la qualité audio se devaient d'avoir aussi peu d'hystérésis que possible[8] ;
- celles utilisées pour les enregistrements numériques devaient avoir un fort hystérésis, afin de différencier aussi nettement que possible les états 0 des états 1, les valeurs intermédiaires ne présentant pas d'intérêt.

#### Remplacement par les disques durs puis mémoires informatiques
Depuis la généralisation, à partir des années 2000, de l'enregistrement numérique sur disque dur, puis sur carte mémoire, SSD (solid-state drive) ou autres, le magnétophone et l'enregistrement de données numériques sur bande magnétique sont devenus obsolètes.

## Conservation du patrimoine - Musées
Radio France dispose d'un important musée, constitué à partir du temps de l'ORTF, contenant de très nombreux appareils audiovisuels historiques, dont les magnétophones à bobines et à cassettes.
Toutefois, il est actuellement fermé au public depuis 2007 pour travaux de rénovation, mais participe à des expositions et manifestations extérieures.

Différents magnétophones
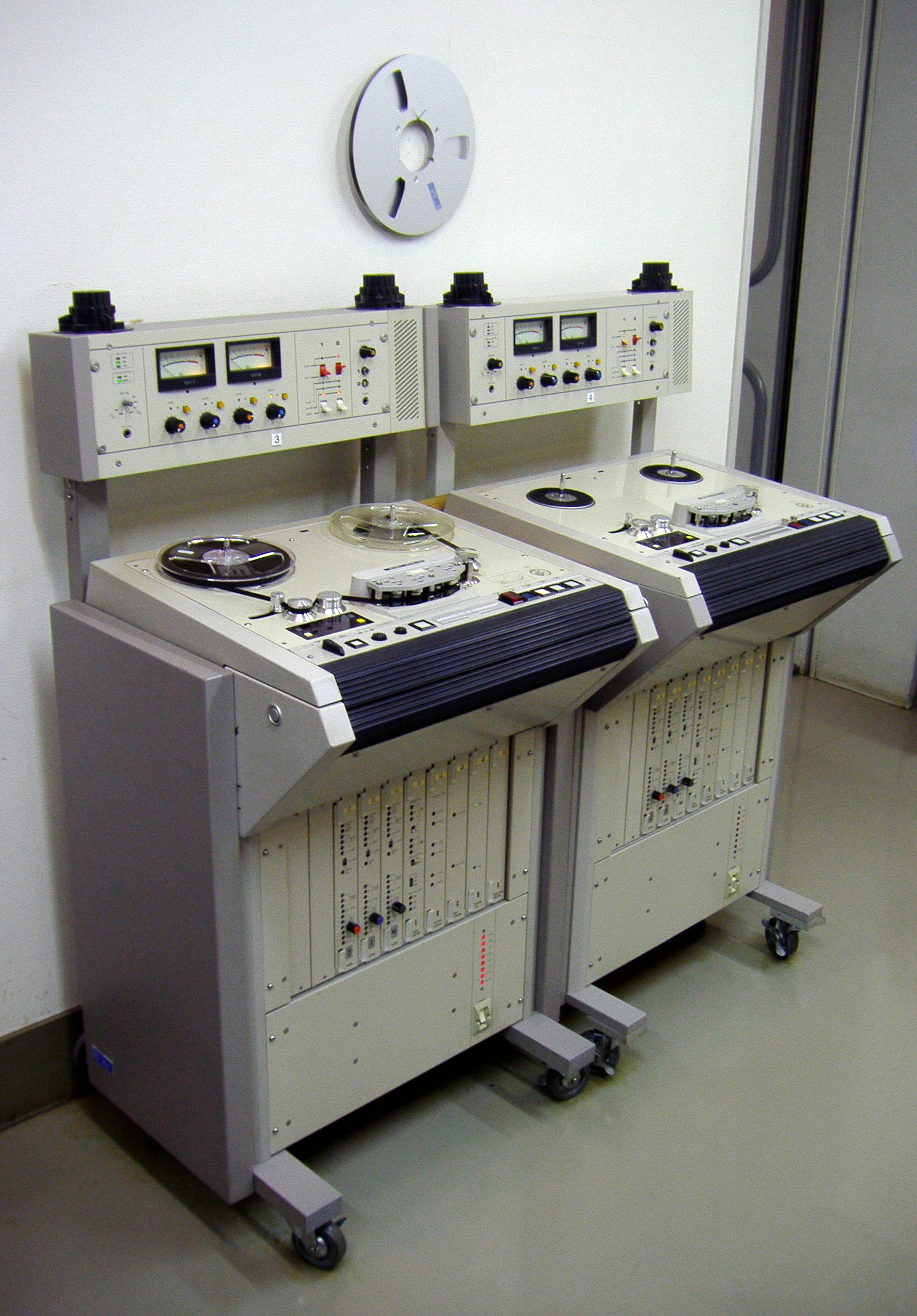
Magnétophones de studio.
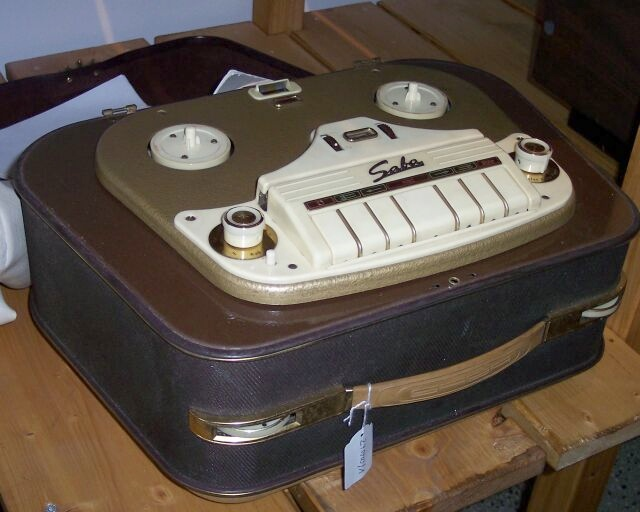
Vieux magnétophone mono SABA, années 1950.
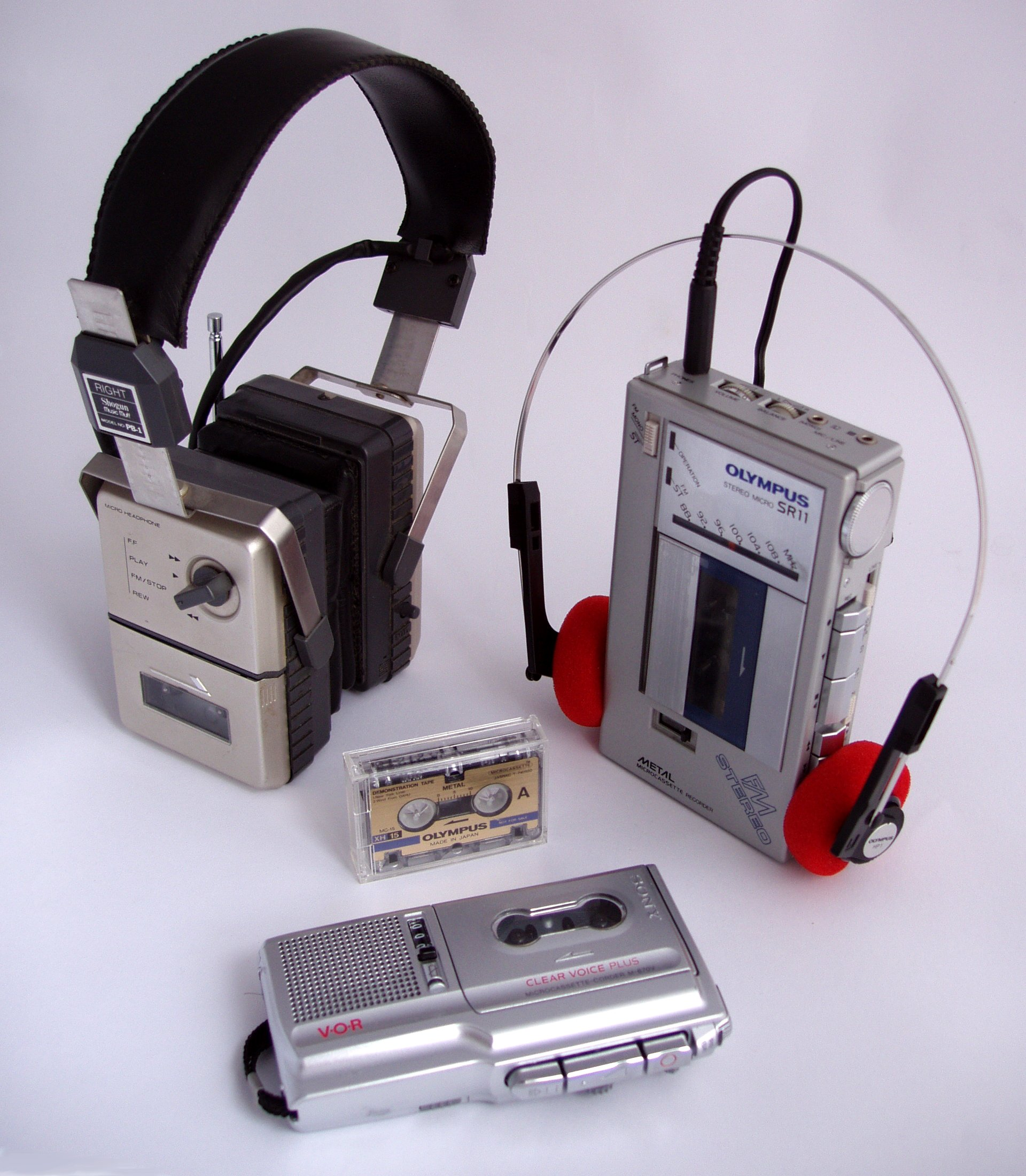
Magnétophones de poche à microcassette.
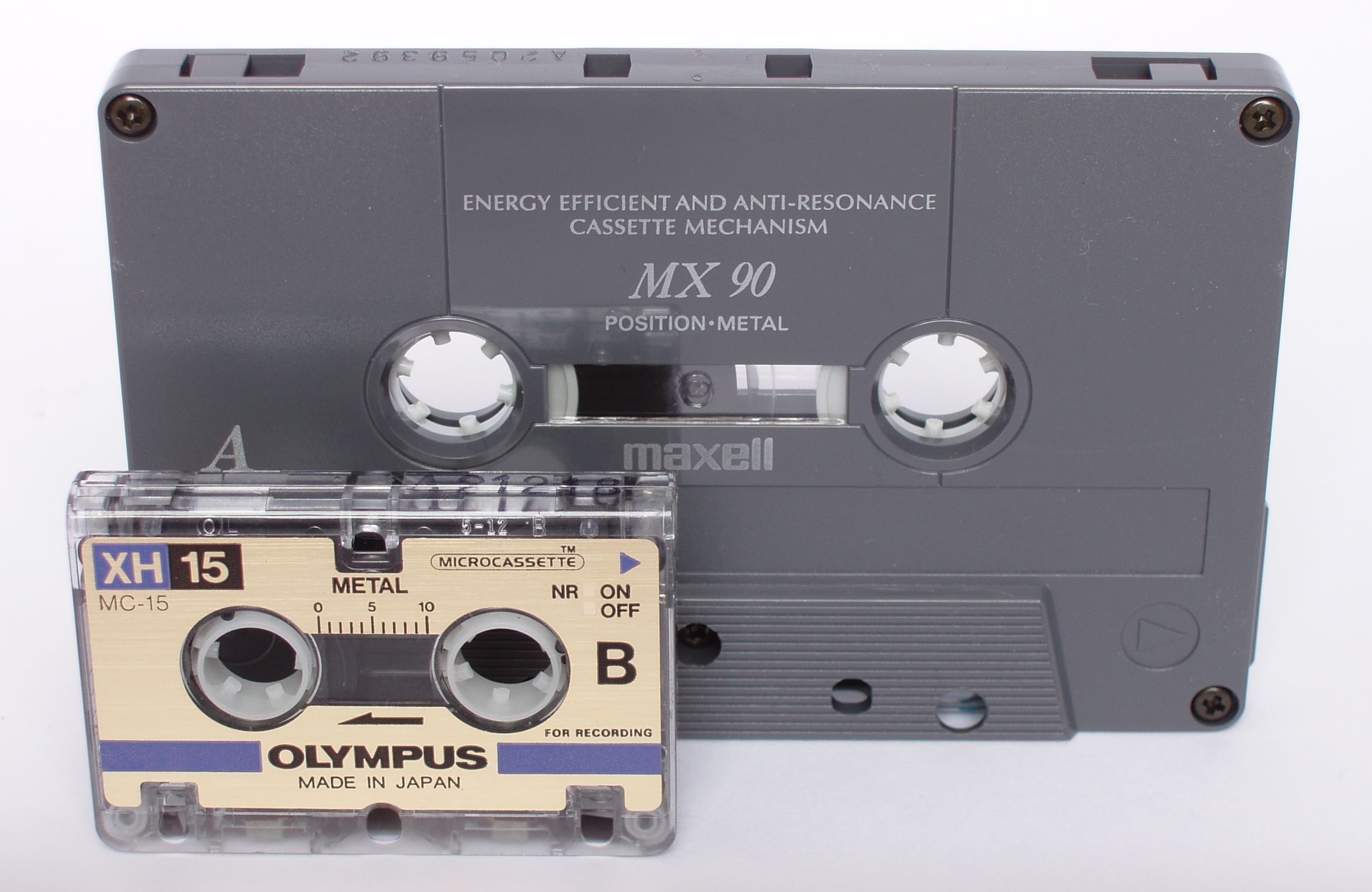
Microcassette et minicassette.